# Сирекс
Сире́кс (фр. Sireix, окс. Shirèish) — коммуна во Франции, находится в регионе Юг — Пиренеи. Департамент — Верхние Пиренеи. Входит в состав кантона Окён. Округ коммуны — Аржелес-Газост.
Код INSEE коммуны — 65428.

## География

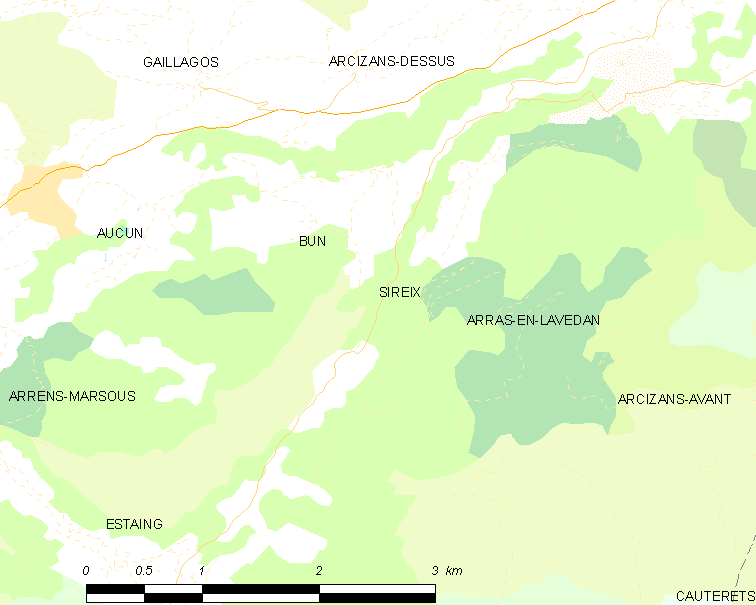
Карта коммуны

Коммуна расположена приблизительно в 690 км к югу от Парижа, в 150 км юго-западнее Тулузы, в 34 км к юго-западу от Тарба.
По территории коммуны протекает река Гав-д’Азён.

## Население
Население коммуны на 2010 год составляло 68 человек.
| 1962 | 1968 | 1975 | 1982 | 1990 | 1999 | 2010 |
| ---- | ---- | ---- | ---- | ---- | ---- | ---- |
| 66   | 72   | 68   | 63   | 61   | 58   | 68   |

## Администрация
| Период | Период | Фамилия       | Партия | Примечания |
| ------ | ------ | ------------- | ------ | ---------- |
| 2001   | 2014   | Андре Дар     |        |            |
| 2014   | 2020   | Филипп Тулузе |        |            |

## Экономика
В 2010 году среди 40 человек трудоспособного возраста (15-64 лет) 32 были экономически активными, 8 — неактивными (показатель активности — 80,0 %, в 1999 году было 53,3 %). Из 32 активных жителей работали 31 человек (16 мужчин и 15 женщин), безработной была 1 женщина. Среди 8 неактивных 0 человек были учениками или студентами, 5 — пенсионерами, 3 были неактивными по другим причинам